# Coroiești
Coroiești est une commune roumaine située dans le județ de Vaslui.